# Farid al-Din 'Attar
Farīd al-Dīn ʿAṭṭār, per esteso Farīd al-Dīn Abū Ḥāmid Muḥammad ibn Ibrāhīm ʿAṭṭār Nīshāpūrī (in persiano فَریدالدّین ابوحامِد محمّد عطّار نِیشابوری‎; Nīshāpūr, 1145-46 – Nīshāpūr, 1221), è stato un poeta, medico e mistico persiano.
Era figlio di un ricco speziale e ricevette un'eccellente educazione. Studiò l'arabo, la medicina e le scienze religiose islamiche. Da giovane aiutò il padre in bottega e alla sua morte la ereditò. Da speziale, i clienti che si rivolgevano a lui gli confidavano tutti i loro problemi medici ed egli ne era spesso profondamente toccato. La leggenda vuole che fu proprio lì che avvenne il suo avvicinamento al sufismo, per opera di un derviscio che lo rimproverò per l'opulenza delle merci esposte - si dice infatti che ricevesse nella sua bottega "500 clienti al giorno" - invitandolo alla vita meditativa, l'unica in grado di dargli una morte dignitosa: alla richiesta di ʿAṭṭār che gli venisse fornita prova di ciò, il derviscio si distese a terra e morì. Quest'esperienza avrebbe colpito tanto ʿAṭṭārʿ da indurlo ad abbracciare immediatamente la ricerca mistica.
Infine decise di abbandonare la sua attività e viaggiò moltissimo. Durante la sua permanenza a Kufa, a Mecca, a Damasco, in Turkestan e in India, ebbe l'occasione di incontrare numerosi maestri (sceicchi) sufi.
Al suo ritorno promosse il Sufismo.
Alcuni studiosi ritengono che ʿAṭṭār rimanesse ucciso durante la distruzione della città da parte degli invasori Mongoli. Sulla sua morte si narra il seguente aneddoto: un soldato mongolo lo catturò e, avendo scoperto chi egli fosse, lo voleva condurre dal suo ufficiale superiore quando si presentò un uomo, offrendo denaro per comprare il prigioniero. Il soldato stava per accettare ma ʿAṭṭār disse al soldato che valeva molto di più di quanto pattuito. Continuarono il tragitto e poco dopo si presentò un altro uomo che offrì una somma maggiore per comprarlo, ma egli convinse il soldato a rifiutare poiché valeva molto di più anche di quella cifra proposta. Poco dopo un vecchio si presentò offrendo, in cambio di ʿAṭṭār, un fascio di legna. Il poeta, in genuino spirito sufi, disse al soldato di accettare l'offerta poiché «Non c'è nulla che valga più di questo». Il soldato s'infuriò e uccise ʿAṭṭār all'istante.
ʿAṭṭār è uno dei più famosi poeti mistici persiani. Le sue opere furono d'ispirazione per Jalāl al-Dīn Rūmī e per molti altri poeti mistici. ʿAṭṭār, insieme a Sana'i di Ghazna, fu colui che influenzò maggiormente Rūmī nelle sue concezioni sul sufismo. Rūmī li cita entrambi numerose volte nelle sue opere e con la più alta stima. Rūmī lodò ʿAttār nel seguente modo:

## Opere

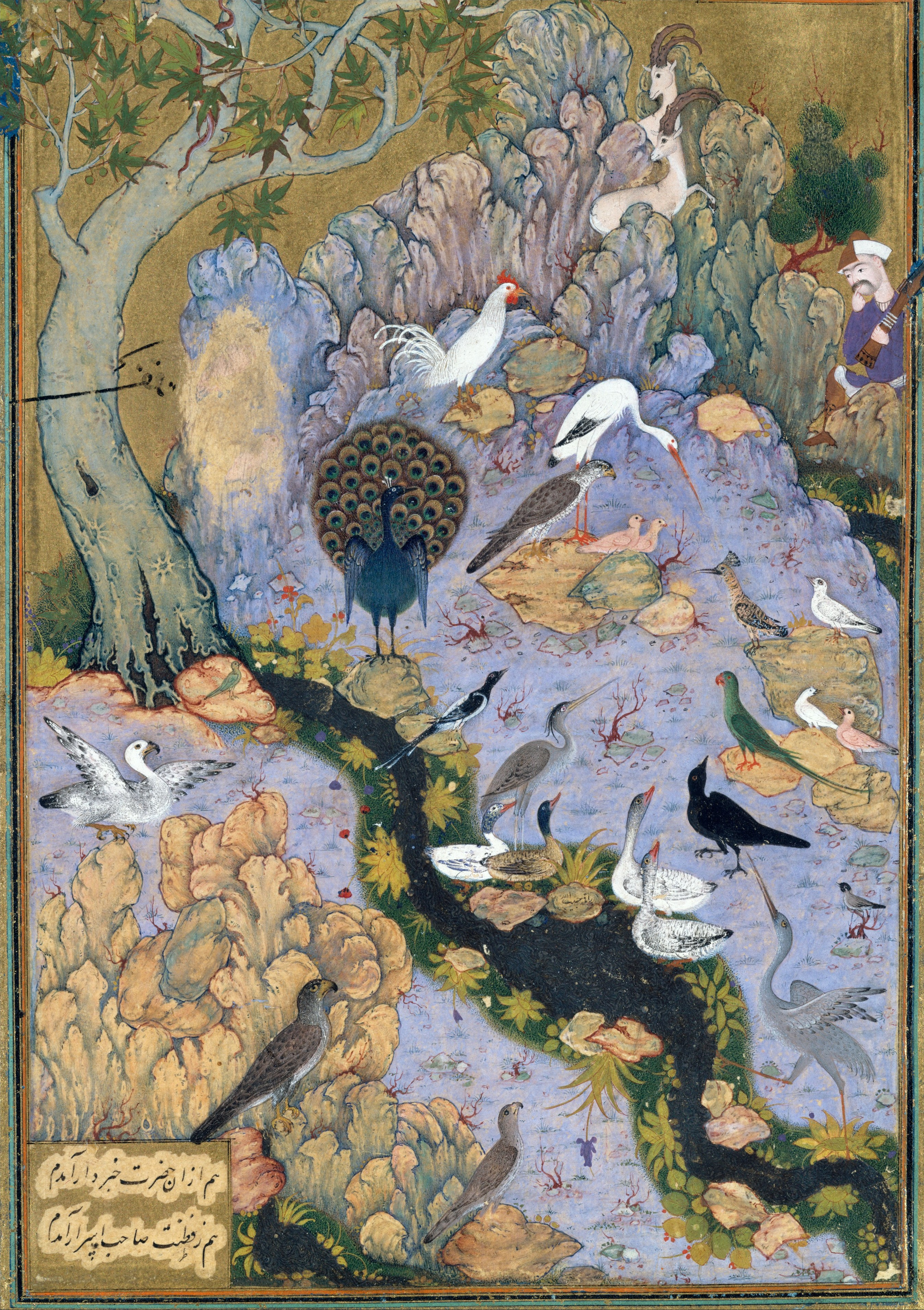
Il Verbo degli uccelli

Fu uno degli autori più prolifici della letteratura persiana. Scrisse più di un centinaio di opere di varia lunghezza: si va da poche pagine a grossi tomi. Solo una trentina delle sue opere è giunta fino ai giorni nostri.
Nello stile caratteristico dei poeti sufi, ʿAṭṭār esalta l'amore terreno come metafora e preludio dell'amore divino: sebbene quello umano fosse una forma d'amore lontana dalla perfezione, esso ha comunque un riflesso spirituale, poiché l'"amato" diventa l'Essere supremo. Una delle sue parabole metaforiche preferite è l'amore tra il sultano Maḥmūd di Ghazna per il suo schiavo Malik Ayaz. Nella sua opera Elāhī-Nāme ("Il poema Celeste") troviamo otto storie riguardanti il loro amore e la loro devozione reciproca.
La sua opera più conosciuta è tuttavia il Manṭiq al-ṭayr (Il Verbo degli uccelli). Oltre opere importanti sono l'Asrār-Nāme (Il libro dei segreti), il Musibat-nāme (Libro delle avversità) e la Tadhkirat al-Awliyāʾ, (Memoriale degli Intimi di Allāh che contiene le biografie di molti maestri sufi e di uomini santi). Compose inoltre un ampio Canzoniere (dīvān) formato da ghazal e quartine (rubʿayyāt). In generale, la maggior parte dei suoi libri è alla portata di tutti e relativamente facile da leggere.
Il suo Manṭiq al-ṭayr è certamente uno dei capolavori dell'intera letteratura persiana. Si tratta di un poema allegorico, narrante la vicenda degli uccelli del mondo che, guidati dall'upupa, si erano messi alla ricerca del loro re, Simurgh, la cui reggia sorgeva oltre la montagna di Qaf ai confini del mondo.

Tipico poema "a cornice" di circa 4.500 versi, in cui la storia-cornice del viaggio degli uccelli inquadra una fitta rete di dialoghi e aneddoti. Il testo rivela in modo trasparente il suo contenuto mistico e le sue finalità didattico-iniziatiche: dietro l'upupa è facile scorgere il maestro sufi che guida attraverso Sette Valli (le mistiche dimore spirituali) i suoi inquieti discepoli (gli uccelli) verso l'illuminazione finale, ovvero la scoperta di Dio (Simurgh) nel proprio sé profondo.

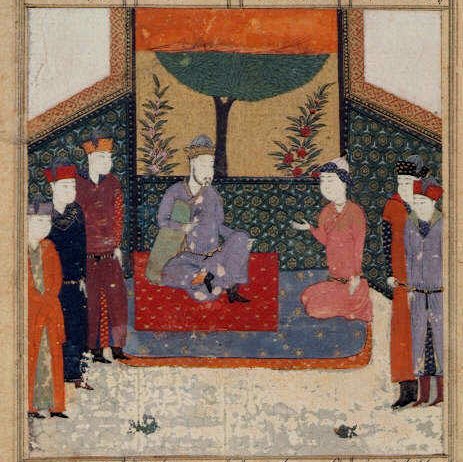
"Malik Ayaz in ginocchio davanti a Maḥmūd di Ghazna".
Dai Sei Poemi, Iran meridionale, 1472

Il poeta e mistico Jalāl al-Dīn Rūmī da giovane incontrò sicuramente ʿAṭṭār quando la famiglia di Rūmī abbandonò la città di Balkh. Durante il loro viaggio, infatti, il padre di Rūmī si recò in visita da ʿAṭṭār. Fonti attestano che ʿAṭṭār donò una copia di uno dei suoi libri di poesia mistica al giovane Jalāl al-Dīn. L'incontro è riportato da varie fonti, compreso il figlio di Rūmī, Ḥusām al-Dīn.
Altra importante opera è la Tadhkirat al-Awliyāʾ, un manuale in cui descrive la personalità e gli stadi di realizzazione mistica di molti maestri sufi, narrando la loro vita, degli aneddoti e i loro detti.
'Aṭṭār aderiva al madhhab hanafita, la più antica scuola giuridica del Sunnismo.
In Italia molti artisti si sono ispirati ad ʿAṭṭār e alle sue opere.

I Radiodervish si sono ispirati al Manṭiq al-ṭayr nel loro album In search of Simurgh del 2004.

Sono state fatte anche trasposizioni teatrali, come ad esempio quella di Ali di Polvere. In Search of Simurgh di Teresa Ludovico, e II Verbo degli Uccelli - Anno I: II Viaggio Analogo di Domenico Castaldo.

In altre letterature si trovano citazioni 'attariane in: W. Beckford (Watek); in Jorge Luis Borges (L'accostamento ad Almotasim in Finzioni) e nei versi di The unending rose, oltre che nel cap. n. 7, intitolato "Il Simurg e l'Aquila", del suo Nove saggi danteschi; in varie opere di A. De Mello; in R. Musil (L'uomo senza qualità); in Salman Rushdie (Grimus) e nel messicano A. Ruy Sanchez (Los nombres del aire).